# Алесандро I Гонзага
Вижте пояснителната страница за други личности с името Алесандро Гонзага.
Алесандро I Гонзага (на италиански: Alessandro I Gonzaga; * 1496, † август 1530 в Неапол, Неаполитанско кралство) от род Гонзага е първият граф на Новелара, Баньоло и Кортенуова от 1515 г. до 26 февруари 1530 г., както и господар на водния канал на Новелара, на Санта Мария, Сан Томазо и Сан Джовани в Реджано, венециански патриций. 

## Произход
Той е син на Джампиетро I Гонзага (* 1469, † 1515), господар и впоследствие граф на Новелара, и на съпругата му Катерина Торели († 1530). Внук е по бащина линия на Франческо I Гонзага-Новелара, господар на Новелара, и на Костанца Строци, а по майчина – на Франческо Торели, граф на Монтекиаруголо, и на Тадеа Пио. Има четири братя и пет сестри:
- Франческо (* 1494, † 1512)
- Пиро (* 1499,от  † 1528), имперски капитан
- Джулио Чезаре (*1505, † 1550), патриарх на Алесандрия;
- Анибале (* 1507, † 1537), офицер от френската армия;
- Костанца († 1510);
- Изабела (* ок. 1498, † 1561), съпруга на граф Камило Пеполи от Болоня
- Джулия, съпруга на граф Николо д'Арко;
- Камила (*1500, † ок. 1561), съпруга на граф Алесандро да Порто ди Виченца;
- Елеонора (* ок. 1513), съпруга на граф Шипионе Колалто

## Биография
На 20 май 1518 г. получава диплома от император Максимилиан I, която дава на потомците му Графство Новелара и Баньоло. Така се слага край на много дълга вражда, която занимава неговия предшественик и четиримата му братовчеди през целия му живот, от които само един, Кристофоро, продължава да предявява претенции. 
На 5 юли същата година Алесандро се жени за Костанца да Кореджо, дъщеря на Джиберто VII, господар на Кореджо. Този брак, заедно с този на братовчед му Ерколе с Мадалена Торели, позволява на клона Гонзага ди Новелара е Баньоло да установи добри отношения с близките Сеньория Кореджо и Херцогство Гуастала.
Той продължава рекултивацията, започната от баща му в района на Терени Нуови, и урежда там да бъде построена църква, посветена на Свети Бернардин от Сиена. Голям тласък е даден и на строителното разширяване в Новелара. Той построява първите сгради на днешния пл. „Унита д'Италия“, изоставен по това време, и продължава строителството на новата църква „Свети Стефан“.
Нетърпелив да увеличи владението си, Алесандро I през 1521 г. започва да купува някои владения и замъци от други благороднически семейства. От Полидоро Палавичино придобива замъците в Монтичели д'Онджина, Дзибело, Тицано, Балоне и някои имоти в Генуа за обща цена от 75 000 имперски лири. След смъртта на Палавичино братята му оспорват продажбата, решени да си върнат всичко. Резултатът е много дълъг спор, продължил повече от четиридесет години, в който участва и папата, който нарежда всички активи, с изключение на Монтичели д'Онджина, да бъдат иззети от херцога на Парма. През 1564 г. Гонзага и Палавичини постигат споразумение: владенията ще бъдат върнати и в замяна сумата, изразходвана от Алесандро I, ще бъде възстановена. През 1527 г. Алесандро I купува и замъка в Галиера, който по-късно също е върнат.
Подобно на други членове на семейството си той е военен. Полковник от императорската армия, той също е военен губернатор на Пиаченца. В сърцето на битките между Карл V и Франсоа I Новелара се озовава между два опасни огъня, като френските войски са настанени в Кореджо, а имперските – в Гуастала. Благодарение на помощта на Алберто Пико той успява да избегне грабежи и набези в графството, но в замяна трябва да предаде брат си Анибале на французите. 
След това той има щастлива кариера в трансалпийската армия, докато достига чин полковник. След като се присъединява към императорските сили, през 1527 г. се придвижва с тяхната армия към Рим. Тук, след като ужасното разграбване приключва, Алесандро I откупува венецианския посланик Доменико Вениер, който след болезнено събитие бяга от семейство Гонзага. Въпреки че не прави повече искания за плащане, Алесандро I получава в замяна от венецианците регистрацията в патрицианския регистър на града. Графът на Новелара купува църковни мебели и произведения на изкуството от войниците, за да обзаведе църквите в своята малка държава. През 1529 г. се бие в Неапол за Филибер дьо Шалон, принц Орански, и по-късно се присъединява към войските на Фабрицио Марамалдо. След това участва в обсадата на Флоренция. След това стига до Неапол, където се подготвя експедицията срещу турците в Унгария. В град Кампаня той страда от симптомите на заболяване, причинено от плуване в Арно, и в края на август 1530 г. умира на 34 г.

## Брак и потомство
∞ 1518 за Костанца да Кореджо († 19 август 1563), дъщеря на Джиберто VII да Кореджо, граф на Кореджо, и на Виоланта Пико дела Мирандола, от която има четири сина и една дъщеря:
- Франческо II Гонзага ди Новелара (* 16 януари 1519, † 10 май 1577, Мантуа), 2-ри граф на Новелара, ∞ за Олимпия да Кореджо († май 1551), дъщеря на Манфредо да Кореджо, от която има 1 син;
- Камило I Гонзага ди Новелара (* 27 март 1521, Болоня, ∞ 24 април 1595, Новелара), 3-ти граф на Новелара (1540 – 1577), ∞ 1555 за Барбара Боромео (* 1538, † 1572), дъщеря на граф Камило Боромео от Арона, от която няма деца;
- Шипионе Гонзага ди Новелара († малък)
- Алесандра Гонзага ди Новелара, монахинщ в Кореджо
- Алфонсо I Гонзага ди Новелара (* 1529, † 1589), 4-ти граф на Новелара, ∞ 1567 за дона Витория да Капуа († 1627), дъщеря на Джовани Томазо да Капуа, маркиз на Торе ди Франколизе, и на Фаустина Колона, от която има 5 сина и 8 дъщери